# Jumbunna
Jumbunna is een plaats in de Australische deelstaat Victoria en telt circa 80 inwoners.